# Техасский рисовый хомяк
Техасский рисовый хомяк, или хомяк Коуза (лат. Oryzomys couesi) — вид грызунов семейства хомяковые (Cricetidae). Вид назван в честь Эллиота Куэса (1842—1899), американского военного хирурга, историка, орнитолога и писателя.
Средний вес взрослой особи — 69 г.
Вид обитает в Центральной и Северной Америке от низменностей до высоты 2000 метров над уровнем моря. Живёт в водно-болотных угодьях, в том числе плавучих тростниковых зарослях на глубокой воде. Реже встречается в колючих кустарниках, кустах, лесах и опушках. Иногда живёт на рисовых полях и плантациях сахарного тростника.
Ведёт ночной образ жизни, является хорошим древолазом и иногда встречается над землёй. Может плавать и нырять. Потребляет зелёные части растений, насекомых (муравьёв, жуков и гусениц), семена. Гнёзда строит среди тростника около одного метра над землёй или около уровня воды. Размножаться может круглый год. Период беременности составляет около 25 дней. В выводке от 2 до 7 детёнышей.